# Psychotria frodinii
Psychotria frodinii är en måreväxtart som beskrevs av Seymour Hans Sohmer. Psychotria frodinii ingår i släktet Psychotria och familjen måreväxter. Inga underarter finns listade i Catalogue of Life.